# Vaisakha
El vaishakha (वैशाख) o baisakha (Hindi: बैसाख) és un mes del calendari hindú. També és un mes dels calendaris nepalès (bikram Sambat) i bengalí (boishakh). En el calendari nacional de l'Índia, vaisakha és el segon mes de l'any, i comença el 2 de maig i acaba del 29 de maig. >
Als calendaris hindús, vaisakha pot començar en la lluna vermella o al voltant de la mateixa època de l'any, i és generalment el mes novè de l'any. Durant aquest més se celebra el festival de la collita de Biasakihz. En calendaris religiosos de tamil, vaisakha comença amb l'entrada de la lluna a l'Índia i és generalment el novè mes de l'any.
El Vaisakh Purnima se celebra com el dia del naixement de Siddharta Gautama.